# Loznati
Loznati je naselje na otoku Cresu. Administrativno, naselje pripada gradu Cresu.

## Zemljopisni položaj
Nalazi se istočno od ceste Cres - Mali Lošinj, na nadmorskoj visini od oko 250 metara.
Najbliža naselja su Cres (4 km sjeverozapadno) i Orlec (4 km južno).

## Stanovništvo
Prema popisu iz 2001. godine, naselje ima 29 stanovnika.
| broj stanovnika | 59    | 59    | 37    | 35    | 51    | 42    |       |       | 76    | 70    | 72    | 44    | 48    | 37    | 29    | 40    | 36    |
|                 | 1857. | 1869. | 1880. | 1890. | 1900. | 1910. | 1921. | 1931. | 1948. | 1953. | 1961. | 1971. | 1981. | 1991. | 2001. | 2011. | 2021. |

## Vanjske poveznice
- Grad Cres: Naselja na području grada Cresa